# IPKat
IPKat ist ein Blog in englischer Sprache. Es behandelt aktuelle Entwicklungen im Patent-, Urheber- und Markenrecht, die von zwei Katzen (der IPKat und ihrem Partner Merpel) kommentiert werden. Das Blog hat dabei oft einen ironischen Stil, die einzelnen Artikel sind meist mit kommentierenden Symbolbildern versehen, die oft Katzen enthalten. Das Blog existiert seit 2003 und wurde von den britischen Juristen Jeremy Philips und Ilanah Simon gegründet. Laut dem Dictionary of Intellectual Property Law von 2011 handelt es sich bei IPKat um die Doyenne der Blogs zum geistigen Eigentum. Was die Zahl der Leser und Abonnenten angeht, ist es in Europa das populärste englische Spezialblog zum geistigen Eigentum.

## Inhalt
Das Blog deckt alle Gebiete von Gewerblichem Rechtsschutz und Urheberrecht ab, konzentriert sich dabei auf Rechtsentwicklungen im Vereinigten Königreich und der Europäischen Union. Gastbeiträge zum Recht der USA werden von Amerikat geschrieben. Die Artikel sind normalerweise in einem Stil gehalten, in dem die IPKat aktuelle Ereignisse und Rechtsentwicklungen referiert, während Merpel diese launisch kommentiert. Bis zum August 2012 sind so über 7000 Artikel entstanden.

## Autoren und Publikum
IPKat wird von Anwälten, Studenten, Professoren und Richtern gelesen. Im Mai 2007 hatte es im Monat 25.000 Besucher und 1000 Abonnenten des E-Mail-Newsletters. Bis August 2012 stieg dies auf 7000 Abonnenten des Newsletters. Das Blog gehört dabei zu einer Handvoll europäischer Blogs, die sich mehrmals in den Top-100-Blogliste der American Bar Association platzieren konnten. Im Mai 2012 schrieben David Brophy, Merpel, Jeremy Phillips, Eleonora Rosati, Darren Smyth, Annsley Merelle Ward und Neil J. Wilkof für das Blog. Dabei besteht das feste Team aus sechs regelmäßigen Autoren, die jeweils für ein halbes Jahr um drei Gastautoren ergänzt werden.

## Geschichte
Beide Gründer arbeiteten zu der Zeit als Universitätsdozenten für geistiges Eigentum am Queen Mary Intellectual Property Research Institute des Queen Mary College, und ärgerten sich, dass ihre Studenten mit veralteten Texten lernen mussten. Sie gründeten das Blog, um eine Quelle für aktuelle Entwicklungen im Recht des geistigen Eigentums zu haben. Im Laufe der Zeit kamen Johanna Gibson, ebenso Forscherin, und der Anwalt David Pearce zusätzlich ins Team.
Obwohl das Blog nur gegründet wurde, um Studenten Wissen zu vermitteln, hat sich sein Wirkungskreis mittlerweile erhöht. Die Betreiber haben ihre Bekanntheit im Rechtswesen deutlich erhöht, darüber hinaus konnten sie Einnahmen durch Weiterlizenzierung von Content und das Abhalten von Seminaren zum Recht des geistigen Eigentums generieren.
Nach eigenen Angaben ist das Blog bis 2012 noch nie wegen Urheberrechtsverletzungen verklagt worden, nimmt aber automatisch geschützte Inhalte aus dem Netz, wenn der Eigentümer dies verlangt. Zwei Klagedrohungen wegen Rufschädigung und eine wegen Missachtung des Gerichts wurden wieder zurückgezogen.